# Aeropuerto de San Ignacio de Velasco
El Aeropuerto Internacional de San Ignacio de Velasco es un aeropuerto boliviano ubicado en ciudad de San Ignacio de Velasco en el departamento de Santa Cruz. Fue inaugurado el 18 de septiembre de 2018 y tuvo una inversión de más de 28 millones de dólares.